# Сухарєво (Калінінський район)
Сухарєво (рос. Сухарево) — присілок в Калінінському районі Тверської області Російської Федерації.
Населення становить 45 осіб. Входить до складу муніципального утворення Тургиновське сільське поселення.

## Історія
Від 2005 року входить до складу муніципального утворення Тургиновське сільське поселення.

## Населення
| 2008 | 2010 |
| ---- | ---- |
| 50   | ↘45  |